# Luis Cervera Vera
Luis Cervera Vera (Madrid, 1914 – Madrid, 25 de agosto de 1998) fue un arquitecto, historiador y académico español.

## Biografía
Doctor arquitecto por la Escuela Superior de Arquitectura de Madrid, Licenciado en Ciencias Exactas por la Universidad de Madrid y Diplomado Técnico Urbanista por el Instituto de Estudios de Administración Local. Fue miembro de numerosas instituciones académicas, entre ellas la Real Academia de Bellas Artes de San Fernando desde 1976, la «Hispanic Society of America» de Nueva York, la «Society of Architectural Historians» de Philadelphia y de la Sección Española de la Académie Belge-Espagnole d’Histoire de Bruselas.  Desempeñó varios cargos oficiales, como Arquitecto al Servicio de la Hacienda Pública o Arquitecto Conservador del Ministerio de Hacienda y de Monumentos Nacionales. Sus más de 300 publicaciones abarcan múltiples disciplinas relacionadas con la historia y la arquitectura. 
En este último campo de la arquitectura, destaca su actuación de conservación del edificio del Ministerio de Hacienda a principios de los años 60 o su papel en la restauración de la Catedral de Valladolid. Ha realizado numerosos estudios e investigaciones, entre ellas la extensa y minuciosa labor de documentación y análisis de múltiples construcciones de la villa de Lerma (Burgos), donde destaca su trabajo sobre el palacio ducal del valido de Felipe III, el duque de Lerma, investigación que le otorgó el título de Hijo Predilecto de la Villa Ducal de Lerma. También es reconocido por su exhaustiva investigación —una «obsesión» según Antonio Fernández de Alba— sobre el arquitecto Juan de Herrera, temática que ocupa un gran número de publicaciones del autor.